# Franz Kinzl
Franz Kinzl (* 2. Juli 1895 in Mettmach; † 23. April 1978 in Lambach) war ein österreichischer Militärkapellmeister, Pädagoge und Komponist.

## Leben
Franz Kinzl besuchte von 1901 bis 1906 die Volksschule in Altenhof am Hausruck, anschließend bis 1909 die Realschule in Linz. Von 1909 bis 1914 absolvierte er das bischöfliche Lehrerseminar und studierte an der Schule des Musikvereins Linz (der heutigen Anton Bruckner Privatuniversität) die Fächer Oboe, Gesang und Orgel, unter anderem bei Franz Neuhofer und Josef Gruber. Sein Musikstudium beendete er mit der Heereskapellmeisterprüfung, die er bei Joseph Marx an der Wiener Musikakademie (heute Universität für Musik und darstellende Kunst Wien) ablegte. Ab 1914 war Kinzl Lehrer in Andrichsfurt und Eberschwang. Während des Ersten Weltkrieges wurde er 1915 zum Wehrdienst eingezogen; er diente als Leutnant der Reserve beim k.k. Landesschützen-Regiment „Bozen“ Nr. II und geriet in Kriegsgefangenschaft. Im Kriegsgefangenenlager von Servigliano trat er als Konzert- und Theaterdirigent in Erscheinung. Nach seiner Entlassung war er ab 1919 wieder als Lehrer tätig, diesmal in Andrichsfurt, Eberschwang und Atzbach, wo er auch als Organist und Kapellmeister des örtlichen Musikvereins tätig war. 1924 ließ sich Kinzl vom Lehrerdienst beurlauben und war von 1925 bis 1928 Dirigent der Militärmusik des Alpenjägerregiments Nr. 12 in Tirol. Anschließend nahm er seinen alten Beruf als Lehrer wieder auf. Von 1929 bis 1931 war er zudem Musikreferent der oberösterreichischen Lehrerakademie sowie von 1930 bis 1934 Mitglied der Innviertler Künstlergilde.
Zum 1. Mai 1933 trat Kinzl der NSDAP bei (Mitgliedsnummer 1.619.526) und wurde 1934 dann aufgrund eines Disziplinarverfahrens nach Hirschbach im Mühlkreis strafversetzt. Dort gründete er eine illegale NSDAP-Ortsgruppe, deren Vorstand er wurde. Kinzl trat 1937 in den NS-Lehrerbund Gau Oberösterreich ein, den sein Bruder Friedrich 1931 gegründet hatte. Von 1935 bis 1938 war er Programmberater des Linzer Senders, für den er verschiedene Sendungen gestaltete. Nach dem Anschluss wurde Kinzl als Oberlehrer und Rektor nach Linz an die Weberschule versetzt. 1938 war er Musikbeauftragter der Stadt Linz sowie von 1938 bis 1945 Landesleiter der Reichsmusikkammer Gau Oberdonau. In dieser Funktion setzte er sich 1938 unter anderem für den Wiederaufbau des kurz zuvor aufgelösten Linzer Symphonieorchesters ein.
1939 meldete sich Franz Kinzl als Reserveoffizier wieder zum Kriegsdienst; er wurde allerdings im August 1940 in die Liste der vom Kriegsdienst an der Waffe freigestellten Künstler aufgenommen; nach einem Jahr wurde er wieder einberufen. Im September 1941 organisierte Kinzl den Gau-Orgelwettbewerb Oberdonau, den Hermann Kronsteiner gewann. Kurz vor Kriegsende wurde Kinzl gefangen genommen und war bis 1946 im Lager Glasenbach in amerikanischer Kriegsgefangenschaft. Nach seiner Entlassung zog Kinzl nach Stadl-Paura, wo er ein Musiklehrer-Orchester gründete; dort wurde er im Juli 1946 wiederum verhaftet und wegen seiner Tätigkeit als NSDAP-Mitglied vor und während des Anschlusses angeklagt. Im Mai 1947 wurde die Haft außer Verfolgung gesetzt und Kinzl freigelassen. 1948 wurde er als minderbelastet eingestuft und ging in Pension.
Schon 1945 wurde Franz Kinzl, der offen mit seiner Vergangenheit umging,  Mitglied der KPÖ und saß für die Linksblock-Fraktion von 1949 bis 1953 im Gemeinderat von Stadl-Paura. Er war auch für die Parteizeitung Neue Zeit als Musikkritiker tätig. 1960 trat Kinzl in den Ruhestand, war aber weiterhin als Komponist tätig. Seit 1960 war er Mitglied der Mühlviertler Künstlergilde. Kinzl lebte ab Anfang der 1970er Jahre in Lambach, wo er 1978 starb.

## Werk
Große Bedeutung hat Franz Kinzls Schaffen im Bereich der sinfonischen Blasmusik; daneben hat er aber auch zahlreiche Werke für Sinfonieorchester, 50 Lieder, sechs Messen, eine Oper und kammermusikalische Blasmusik verfasst, darunter 150 Stücke für Hornquartett. Unter dem Pseudonym Theodor Frankin veröffentlichte Kinzl 1947 einen Kurzroman mit dem Titel Irrlicht, der im Donau-Adria-Verlag erschien.

### Blasorchester (Auswahl)
- Der Ackersmann, Ouvertüre
- Festouvertüre
- Bier-Oper (Auftragskomposition für die Linzer Buam)[14]
- Harmlose Scherze, Ouvertüre
- Pilgerfahrt, Ouvertüre
- Die Waldruine, Ouvertüre
- 1929: Zwei Tänze für Blasorchester
- 1952: Singendes Land, Ouvertüre (unter dem Titel O Hoamat uraufgeführt)
- 1953: Vin santo, Ouvertüre
- 1960: Sinfonie in c-moll
- 1960: A Lustige Eicht, Paraphrase
- 1963: Konzert für Trompete und Blasorchester
- 1969: Ein Krimi, Suite in drei Sätzen
- 1970: Feierliches Präludium
- 1972/73: Skizzen zu einer Geschichte von Stadl-Paura

### Sinfonieorchester (Auswahl)
- Drei Sinfonien
- Konzert für Fagott
- 1929: Wer niemals einen Rausch gehabt, der ist kein braver Mann, Scherzfuge
- Der Keuschheitsgürtel, skurrile Ritteroper[13]
- 1933: Zwei Lieder auf Worte von Baldur von Schirach:

1. Gefängnishof
2. Worte Hitlers

- 1934: Drei Orchesterlieder nach Worten von Baldur von Schirach:

1. An die Reaktion
2. Manchmal sind wir vom Willen wund
3. Der Tote

- 1938: Die Stadt, symphonische Dichtung
- 1938: Musik zu Das Frankenburger Würfelspiel (Text von Karl Itzinger)[9]
- 1956: Die Jubilarin, Volksoper
- 1965: Seance, Ballett

### Kammermusik (Auswahl)
- Zwei Divertimenti für Klarinette, Horn und Fagott
- 1937: Serenade für zwölf Bläser
- 1937: Bläsersextett
- 1953: Bläserquartett
- 1964: Bläseroktett für Flöte, Oboe, Englischhorn, Klarinette, Bassklarinette, Saxophon, Horn und Fagott
- 1965: Urteil des Paris, Symphonische Dichtung für Elektronium, Bassophon und Akkordeonorchester

## Auszeichnungen
- 1942: Förderungspreis des Gaukulturpreises von Oberdonau[15]
- 1952: Stelzhamer-Preis für Komposition
- 1953: Preis des Oberösterreichischen Komponistenwettbewerbs (Stücke Vin santo und Festouvertüre)[7]
- 1955: Preis des Oberösterreichischen Komponistenwettbewerbs (Stück Der Ackersmann)[7]
- Anton-Bruckner-Preis[3]
- 1965: Berufstitel Professor[3]

## Anerkennungen
Die Oberösterreichische Landesregierung vergab die Prof. Franz Kinzl-Medaille an oberösterreichische Blasorchester für die mehrmalige erfolgreiche Teilnahme an Konzert- und Marschmusikbewertungen; dieser Preis wurde aufgrund der NSDAP-Mitgliedschaft Kinzls inzwischen in Primus-Preis umbenannt. Zudem ist die Franz-Kinzl-Straße in Stadl-Paura nach ihm benannt.